# 大井手堰
大井手堰（おおいでせき）は、大分県と福岡県の県境を流れる一級河川山国川の下流右岸、大分県中津市大字高瀬に設けられた井手（取水堰）である。取水口が3口あることから地元では「三口（みくち）の堰」や「三口大井手」と称され、付近一帯も「三口」と通称される。

## 概要
山国川を堰き止めて取水口を設けた堰で、そこから引かれた流水は沖代（おきだい）平野（中津平野）の農業用水や中津市の上水道に供されながら周防灘に注ぐ。水路の総延長約9キロ、灌漑面積1,065ヘクタール、常時流量は毎秒約3立方メートル、その流域は近世には「沖代八千石」と称された米作地帯を形成していた。3口の取水口から流れる水路は「カラト」と呼ばれ、東口に発する「東ガラト」は柳川（矢流川）となって沖代平野の東部を限る下毛原（しもげばる）台地の西麓に沿って大字永添、上・下池永、金手、大新田を潤して自見川に注ぎ、西口に発する「西カラト」は大字万田、高瀬、下宮永、角木、大塚を潤す金剛川となって蛎瀬川に注ぎ、中口に発する「中ガラト」は大字万田、沖代町、上宮永、一ツ松を潤しながら自見川に注ぐ。

## 沿革
山国川を利用した沖代平野の灌漑の歴史は弥生時代にまで遡ると考えられるので、以後その時々に井手（堰）も築かれたであろうが、「大井手」と称される大規模な堰の造営は平安時代末の保延元年（1135年）に当時の在地有力者である湯屋基信他の主導下で初めて行われとされ、その際にお鶴と市太郎という母子が人柱になったと伝える（下節参照）。その真偽はともかくも、当時の大井手周辺には宇佐神宮の社領と下毛保（しもつみけのほ。得善保とも）と呼ばれた宇佐宮神宮寺である弥勒寺の寺領とが展開されており、伝えに現れる湯屋氏が宇佐宮の神官宇佐氏の流れと伝えている事から、大井手築造には荘園拡大を意図した宇佐宮による開発の動きがあって、それを背景に湯屋氏が開発領主として井手築造に当たったものと推定される。
当初の大井手は現在地のやや上流、山国川が沖代平野に注ぐ地点の小丘を意味する逆手隈（さかてくま）と呼ばれる地（八幡鶴市神社が鎮座する）付近の沿岸に築かれたと伝える。湯屋基信は当時高瀬川と呼ばれ逆手隈から大字高瀬と万田の間を縫う形で北流していた山国川を堰き止めて3口の取水口を設け、取水口の東口に発する水路を柳川、中央水路を金剛川、西口からの水路を榎下川と称したといい、その真偽は不明ながらもそれら水路はいずれも氾濫によって幾度も流路を変じた山国川の旧河道を利用したものであった。なお、江戸時代の元禄年間（17世紀末）以前から大井手は下流域に漸次移動されており、その結果本来大井手からの水路に灌漑用水を頼っていた藍原村（現大字相原）と永添村（同永添）の一部は流路から外れた為、延長200メートルにも及ぶ隧道を穿って山国川の更に上流の荒瀬井手から流れる荒瀬井路に用水を依存するようになった。
大井手及び水路の維持管理は流域各村が専らこれを担っていたが、江戸時代初頭（17世紀初）、中津藩藩主細川忠興が槙左馬を作事の奉行に、孫太夫を大工頭に任じて藍原村から中津城迄の地中に樋を埋め、中津の上水道整備の濫觴ともなる城下町の上水道引水工事を行い、それを承けて後の藩主小笠原長次が奉行沢渡志摩、大工頭内海作兵衛を任じて、承応元年（1652年）から3年掛かりで水源を金剛川上流に改める工事を行ってからは、修築・管理の費用や夫役は町方（城下）と在方（各村）の折半とされるようになり、井手庄屋という職を設けてこれを総轄せしめると共に東水路が多く関係した為か宮夫村（現中津市宮夫）の庄屋がその職を兼ねるよう定められたが、奥平家藩政時代には洪水の為に毎年のように決潰し、その度に修築の費用や出夫を廻って町方と在方が対立していた。

## 鶴女市太郎伝説
保延元年（1135年）、この地区の山国川の堰は度重なる洪水で決壊し、農民は困り果てていた。当時沖代平野を治めていた湯屋弾正基信・宮永左兵衛義成・万田左京盛堯・藍原（相原）内記有之・中殿八郎兵衛国直・一松（ひとつまつ）六郎兵衛清氏・小畑四郎右衛門宗重ら7人の地頭が改修工事に取り掛かったが、予想外の難工事で失敗の連続であった。そこで湯屋基信が人柱を立てることとを提案し、7人の地頭も同意したものの、今度は誰もが自分が人柱になると主張した為に結論が出ず、各々の袴を山国川に流して最初に沈んだ袴の持ち主を人柱にすることと定めた所、基信の袴が最初に沈んだので基信が人柱になることとなった。発議者であり人一倍責任感の強い基信は、自ら人柱になろうと予め袴に石を縫い込んでいたという。基信が人柱となるべく身を清めていた所、基信家臣の古野源兵衛の娘お鶴とその子市太郎が、主人を人柱に立てることは出来ない、自分たちが身代りになると申し出、初めはこれを拒んだ基信も遂にその熱誠に負けて承諾し、8月15日にお鶴と市太郎母子は白無垢に身を包み、山国川に入水した。2人が入水した時、川底から2羽の金色の鳩が飛び立ち宇佐八幡宮を目指して飛んで行ったので、人々は両人の霊を鶴市八幡社に合祀するとともに、自ら犠牲となったその精神に発奮して時をおかずに壮大な堰を完成させたと伝え、毎年8月の最終土曜日・日曜日に斎行される鶴市花傘鉾神事（大分県指定無形民俗文化財）は母子の霊を弔い豊作を祈願する神事とされる。
なお、この伝説には鶴市八幡社の縁起（「八幡鶴市神社」参照）を始め、お鶴を基信の妻とするもの、人柱を立てる事を薦めたのは宇佐から来た3人の娘で、お鶴市太郎が人柱となった際には宇佐の八幡神が示現したとするものといった大同小異の異伝があって、母子を人柱に立てたという伝説には古代の水神の祭りや母子神信仰の関与が考えられる。
柳田國男はこの伝説について「これが実事の記憶でないことは、内容の方からも証し得る」としている。